# Olga Sjisjigina
Olga Vasiljevna Sjisjigina (ryska: Ольга Васильевна Шишигина), född den 23 december 1968 är en kazakisk tidigare friidrottare (häcklöpare) som tävlade under 1990-talet och början av 2000-talet. 
Sjisjigina slog igenom internationellt under 1995 då hon blev tvåa på inomhus VM i Barcelona och senare samma år blev hon tvåa på VM i Göteborg efter Gail Devers. 1996 fastnade Sjisjigina i ett dopingtest och stängdes av i två år och missade därmed OS 1996 i Atlanta. Vid VM 1999 i Sevilla blev hon fyra just utanför prispallen. Hennes främsta merit är från OS 2000 i Sydney då hon vann olympiskt guld. Hennes sista större mästerskap blev VM 2001 i Edmonton då hon slutade på en tredje plats.
Sjisjiginas personliga rekord på 100 meter häck är 12,44 från 1995 vilket fortfarande gäller som asiatiskt rekord.